# Бодогізел
Бодогізел (д/н — 589) — державний і військовий діяч франкського королівства Австразія.

## Життєпис
Походив з династії ріпуарських франків. Його предком був король Хлодеріх. Сам Бодогізел був сином або онуком Мундеріха, сина Хлодеріха. За іншою версією батьком Бодогізела був Муммолін, син Мундеріха. Здобув гарну і ґрунтовну освіту, яку вихваляв Венанцій Фортунат.
561 року після поділу Провансу на Арльський і Авіньйонський (Марсельський) Бодогізел призначається патрикієм і ректором останнього. Перебував на посаді до 565 року.
Згодом обіймав посади при дворі короля Австразії Сігіберта I. Отримав індивідуальний титул герцога. 584 року супроводжував доньку короля Нейстрії Хільперіка I — Рігунту — до її нареченого Реккареда I, короля вестготів.
589 року очолив посольство до візантійського імператора Маврикія. На зворотному шляху зупинився в Карфагені. Тут один з його охоронців убив місцевого мешканця. У відповідь натовп напав на Бодогізела, якого також було вбито та розірвано на шматки.

## Родина
Дружина — Хродоара.
Діти:
- Арнульф (580/582—640), єпископа Меца